# Florent Brard

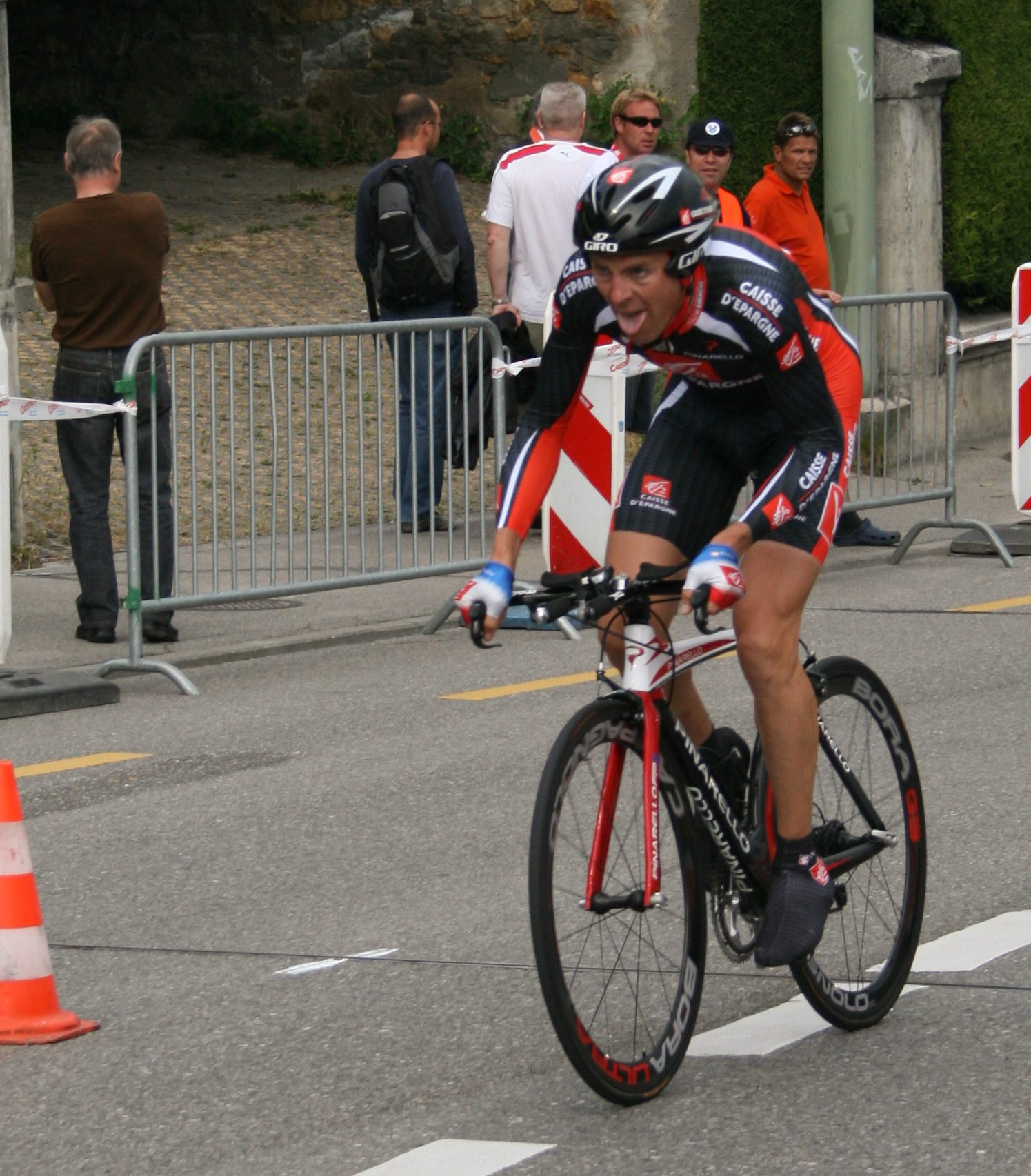
Florent Brard under Romandiet runt 2007.

Florent Brard, född 7 februari 1976 i Chambray-lès-Tours, är en fransk tidigare professionell tävlingscyklist. Han vann två nationsmästerskapstitlar under sin proffskarriär. Han blev professionell år 1999 och lade ned sin karriär efter säsongen 2009.

## Amatörkarriär
Florent Brard tävlade som amatör i Cercle Paul-Bert i Tours-regionen i Frankrike. Han tog guld i nationsmästerskapens förföljelselopp för ungdomar 1992 och 1993 och vann förföljelseloppet för juniorer år 1994. Brard fick prova på att vara professionell cyklist i slutet av säsongen 1997 som stagiaire med Française des Jeux.

## Proffsarriär

### 1999
Brard blev professionell 1999 med Festina-stallet.

### 2001
Brard vann den sista etappen av Étoile de Bessèges 2001 efter en lång utbrytning där han soloattackerade när de andra cyklisterna i gruppen blev inhämtade. Han blev även fransk tempomästare år 2001. Brard bar också ledartröjan under Tour de l'Avenir samma år. Under samma tävling vann han också en etapp. Han vann också semiklassikerna Paris-Bourges och GP-Cholet-Pays de la Loire.

### 2002–2003
Året därpå tävlade Brard för det franska stallet Crédit Agricole, men större delen av säsongen blev förstörd eftersom Brard bröt några ryggkotor och sedan fastnade i en antidopningskontroll. Brard ordinerades kortison efter kraschen i Grand Prix du Midi Libre där han bröt ryggkotorna. Vid tillfället tänkte varken han eller doktorn på att Brard var professionell cyklist och att han därför inte fick använda kortison utan att rapportera detta till cykelfederationen. Brard testades positivt för kortison i Tour de l'Ain. Han blev avstängd under sex månader av Fédération Française de Cyclisme och hans sponsor, Crédit Agricole, sparkade honom.
Endast det lilla belgiska stallet Marlux-Wincor-Nixdorf valde att kontraktera Brard 2003.

### 2004
Under 2004 stannade Brard i Belgien, där han tävlade för Chocolade Jacques-Wincor Nixdorf. Han hade försökt att få ett kontrakt med ett franskt stall, "men deras sponsor ville inte ha en dopad cyklist". Med det belgiska stallet vann han den sista etappen på Giro di Lucca och den andra etappen på Paris-Corrèze.

### 2005–2007
Brard bytte stall till Agritubel-Loudun inför säsongen 2005 och vann Paris-Troyes, Trophée Luc Leblanc och en etapp på Circuit de la Sarthe.
2006 och 2007 cyklade Brard för det spanska UCI ProTour-laget Caisse d'Epargne-Illes Balears. Brard blev fransk nationsmästare 2006. Samma år fick han köra Tour de France men kraschade under den näst sista etappen och bröt loppet. Fram till nationsmästerskapen året därpå bar Brard den franska mästartröjan så ofta han kunde, både på tävlingar och träningar.

### 2008–2009
Sedan 2008 tävlar Brard för det franska UCI ProTour-stallet Cofidis - le Crédit par Téléphone. Under sin första säsong med stallet slutade han på femte plats på Tour de la Somme.
Under säsongen 2009 slutade fransmannen på andra plats på Romandiet runts poängtävling bakom Grégory Rast. Brard avslutade sin karriär efter säsongen 2009 när han inte lyckades finna ett nytt kontrakt.

## Meriter
2001
 Nationsmästerskapens tempolopp
Paris-Bourges
GP Cholet
EnBW GP (med Christophe Moreau)
Joseph Voegeli Memorial (med Christophe Moreau)
Étoile de Bessèges - en etapp
5:a, prolog, Tour de France 2001
2004
Paris-Corrèze - 1 etapp
Giro della Provincia di Lucca - en etapp
2005
Trophée Luc Leblanc
Paris-Troyes
Circuit Cycliste de la Sarthe - en etapp
7:a, Paris-Roubaix
2006
 Nationsmästerskapens linjelopp

## Stall
- Festina-Lotus 1999
- Festina 2000–2001
- Crédit Agricole 2002
- Marlux-Wincor-Nixdorf 2003
- Chocolade Jacques-Wincor Nixdorf 2004
- Agritubel-Loudun 2005
- Caisse d'Epargne-Illes Balears 2006–2007
- Cofidis - le Crédit par Téléphone 2008–2009